# Danil Sadréyev
Danil Marselevich Sadréyev –en ruso, Данил Марселевич Садреев– (Leninogorsk, 7 de mayo de 2003) es un deportista ruso que compite en salto en esquí. Participó en los Juegos Olímpicos de Pekín 2022, obteniendo una medalla de plata en el trampolín normal por equipo mixto.

## Palmarés internacional
| Juegos Olímpicos | Juegos Olímpicos | Juegos Olímpicos | Juegos Olímpicos    |
| Año              | Lugar            | Medalla          | Prueba              |
| ---------------- | ---------------- | ---------------- | ------------------- |
| 2022             | Pekín (China)    | Medalla de plata | TN por equipo mixto |